# Michael Ilmari Saaristo
Michael Ilmari Saaristo (ur. 1938, zm. 27 kwietnia 2008) – fiński arachnolog i entomolog.
Michael urodził się karelskim Wyborgu, obecnie stanowiącym część Rosji. W 1960 ukończył szkołę średnią w Tampere, po czym rozpoczął studia na Wydziale Biologii Uniwersytetu w Turku, gdzie w 1968 otrzymał tytuł magistra, a w 1977 doktora. Większość jego kariery związana była z tym uniwersytetem. Zaczynał jako asystent nauczyciela i wykładowca zoologii w 1966, a skończył jako kurator tamtejszego Muzeum Zoologicznego, którą to funkcję pełnił do 2003 roku.
Zainteresowanie zoologią rozpoczęło się u Michela od zbierania owadów i obserwacji ptaków, a jego pierwsza publikacja naukowa poświęcona była jętkom. Większość swojej pracy naukowej poświęcił jednak pająkom. Jego ulubionymi grupami były osnuwikowate i Oonopidae. Był ilustratorem prac Pekki Lehtinena i innych arachnologów. Sam opublikował ponad 60 prac. Opisał około 70 nowych dla nauki rodzajów i 125 nowych gatunków. Odbył ekspedycje badawcze na Sri Lankę i Seszele. Pośmiertnie opublikowano jego wielką monografię pająków Seszeli.
W 2007 roku został członkiem honorowym International Society of Arachnology.
Na jego cześć nazwano rodzaje Saaristoa i Saaristattus oraz gatunki Maro saaristoi, Theoneta saaristoi, Agyneta saaristoi, Microbianor saaristoi, Wabasso saaristoi, Berylestis saaristoi, Pelicinus saaristoi oraz Perlongipalpus saaristoi.